# Anoteropsis montana
Anoteropsis montana là một loài nhện trong họ Lycosidae.
Loài này thuộc chi Anoteropsis. Anoteropsis montana được Cor J. Vink miêu tả năm 2002.